# Штайн, Диана
Диана Штайн (также известна как Диана Айше) — театральный режиссёр, драматург, сценограф, автор текстов песен и исполнительница. В работе сочетает режиссуру, сценографию и литературное творчество. Работала в таких учреждениях, как Национальный академический драматический театр имени Ивана Франко, Днепровский национальный украинский музыкально-драматический театр имени Т. Г. Шевченко и Национальный центр театрального искусства имени Леся Курбаса. Помимо работы в театре, занимается развитием проекта Duskhaus в Германии.

## Ранние годы и образование
Выросла в Украине, где впервые заинтересовалась исполнительским искусством. В юности провела год, обучаясь в Соединенных Штатах.
Получила степень бакалавра по психологии и английскому языку и литературе в 2009 году и степень магистра психологии в 2010 году в Днепровском национальном университете имени Олеся Гончара. Прошла актерский курс в театре «Верим». Позднее обучалась театральной режиссуре в Киевском национальном университете театра, кино и телевидения имени И. К. Карпенко-Карого, где в 2014 году завершила обучение на бакалавриате, а в 2015 — получила степень магистра.
В этот период инициировала создание театра «Aparté», в котором ставила экспериментальные постановки. Также участвовала в проектах в области визуального искусства, занималась организацией специализированных арт-мероприятий и сотрудничала с украинскими художниками, дизайнерами и фотографами, в том числе участвовала в художественных проектах и коммерческих фотосессиях.

## Карьера
Работа Штайн охватывает режиссуру, написание пьес, создание текстов песен, музыкальные проекты, исполнительство и литературный перевод. Её проекты включают независимый экспериментальный театр, постановки на национальной сцене  и международные коллаборации. Инициировала и возглавила театр Aparté, для которого написала оригинальные драматургические тексты, адаптации литературной классики и поставила более десяти экспериментальных спектаклей, включая «Здравствуйте, это Макс» (по пьесе Ханоха Левина), «Игра» (по пьесе Сэмюэля Беккета), «Любовник» (Гарольд Пинтер) и «Экспериментальный мир» (по рассказам Пера Лагерквиста). Её работы этого периода отмечены за экспериментальный подход в режиссуре и концептуальные инновации.
Позже расширила свою деятельность, начав сотрудничество с государственными театрами, в том числе работая в труппе Национального академического драматического театра имени Ивана Франко. Работала над такими постановками, как «Все мои сыновья» (по пьесе Артура Миллера), «Путешествие Алисы в Швейцарию» (по пьесе Лукаса Берфуса) и «Санация» (по пьесе Вацлава Гавела) как ассистент режиссёра. Параллельно как режиссёр осуществляла независимые проекты, в частности мультимедийный спектакль pOST bLOCK, созданный в формате site-specific и представленный в Музее духовных сокровищ Украины. Эта работа исследовала тему городской идентичности.
В жанре театра абсурда выпустила две версии спектакля «Картин не будет» (по мотивам повести Даниила Хармса «Старуха»): в 2013 году — в Художественном центре имени Ивана Козловского при Национальной оперетте Украины,  в 2015 году — в Национальном центре театрального искусства имени Леся Курбаса. Обе постановки получили высокую оценку критиков.
В Днепровском национальном академическом украинском музыкально-драматическом театре имени Тараса Шевченко поставила «Маленькие супружеские преступления» (2014) по пьесе Эрика-Эмманюэля Шмитта и «Гедду Габлер» (2015) по пьесе Генрика Ибсена. За постановку «Маленькие супружеские преступления»  получила награду за лучший дебют на театральном фестивале «Сичеславна» в 2014 году. Обе постановки были отмечены положительными рецензиями критиков.
В Национальном академическом драматическом театре имени Ивана Франко поставила музыкальный спектакль «Джельсомино в стране лжецов» (2016–2018), для которого написала сценическую адаптацию и тексты оригинальных песен. Также основала в театре лабораторию Actor’s Multilingual Performance Lab, исследующую связь между языковой адаптацией и актёрской игрой. На базе программы был создан музыкальный англоязычный спектакль Farewell Cabaret (2020–2021), где Штайн выступила как режиссер, драматург, автор текстов песен и исполнительница.
Её работы, включая «Картин не будет», были представлены на культурных событиях, таких как международный фестиваль GOGOLFEST, и получили признание, включая номинацию на театральную премию «Киевская пектораль».
В 2022-2023 годах также принимала участие в руководстве Международным театральным фестивалем в Тель-Авиве  (Tel Aviv International Theatre Festival, TAITF), формируя его художественную программу.
В настоящее время живёт в Германии. Опыт работы с национальными театрами, ведущими европейскими культурными организациями и международными артистами сформировал её междисциплинарный подход. Сейчас развивает проект Duskhaus в Германии.

## Адвокация, международное сотрудничество и образовательные проекты
Штайн активно участвовала в поддержке независимого театра и культурных инициатив, сотрудничая с организациями, такими как Европейская театральная конвенция (European Theatre Convention, ETC), Международная сеть современного исполнительского искусства (International Network for Contemporary Performing Arts, IETM) и Восточноевропейская платформа исполнительских искусств (East European Performing Arts Platform, EEPAP). Сыграла ключевую роль в создании первой онлайн-платформы для театра в Украине, которая предоставляла ресурсы независимым художникам и театральным учреждениям, а также участвовала в обсуждениях на встрече IETM Satellite Meeting в Киеве, укрепляя связи между украинскими и международными театральными профессионалами. Ее работа в рамках Рабочей группы для независимых театров и участие в последующих круглых столах, организованных Национальным союзом театральных деятелей Украины (НСТДУ), были направлены на решение системных проблем в театральной отрасли.
На международной арене сотрудничала с учреждениями, поддерживающими межкультурный обмен, такими как Гёте-Институт, участвовала в пленарных заседаниях IETM и конференциях ETC. Работала в театре Schauspielhaus Graz в городе Грац (Австрия), принимала участие в проектах Cactus Land (по роману Энтони Ллойда) и Benefiz (по пьесе Ингрид Лаусунд) а также в Context Theatre в Израиле, где работала над постановкой «Кнопка» Йосефа Бар-Йосефа.
Штайн интегрировала театральные практики в образовательный процесс, создала и руководила инициативами, такими как Foreign Language Through Drama и семинары по драматической педагогике, применяла театр как инструмент обучения. Вела другие образовательные программы в Aparté Theatre Studio, была лектором в Ресурсном Центре имени Джанет С. Демирей (JCD ETRC) в Киеве, поддерживаемом Посольством США. В театральной студии Aparté проводила курс «Современные интерпретации литературной классики», в рамках которого вела обсуждения и предлагала новые подходы к классическим текстам.

## Избранные режиссерские работы
- «Бумажная улица» (адаптация Дианы Штайн по произведениям М. Тиаса), 2007[61].
- «Кукольный дом» (Диана Штайн), 2008.
- «Здравствуйте, это Макс» (адаптация Дианы Штайн по пьесе Ханоха Левина), 2008[62].
- «Игра» (Сэмюэл Беккет), 2008.
- «Аномия» (Диана Штайн), 2009.
- «Music of Spring Performance» (Диана Штайн), 2009[63].
- «Черствые булки» (адаптация Дианы Штайн по рассказу О. Генри), 2010.
- «Филип Гласс идет за хлебом» (Дэвид Айвз), 2010.
- «Экспериментальный мир» (адаптация Дианы Штайн по произведениям Пера Лагерквиста), 2010.
- «Победа» (Диана Штайн), 2011.
- «Внешняя жизнь» (Диана Штайн), 2011.
- «Любовник» (Гарольд Пинтер), 2012.
- «Картин не будет» (адаптация Дианы Штайн по повести Даниила Хармса «Старуха»), 2013[64].
- «pOST bLOCK» (Диана Штайн), 2014.
- «Маленькие супружеские преступления» (Эрик-Эмманюэль Шмитт), 2014[65].
- «Картин не будет» (адаптация Дианы Штайн по повести Даниила Хармса «Старуха»), 2015.
- «Гедда Габлер» (Генрик Ибсен), 2015.
- «Говори со мной словно дождь и не мешай слушать» (Теннесси Уильямс), 2016[12].
- «Джельсомино в стране лжецов» (адаптация повести Джанни Родари, тексты песен и пьесы Дианы Штайн), 2016–2018[18][66].
- «Farewell Cabaret» (Диана Штайн), 2020–2021.

## Переводы
- «Сон в летнюю ночь» Уильяма Шекспира
- «Избранные сонеты» Уильяма Шекспира
- «Бенджамин Франклин: Американская жизнь» Уолтера Айзексона (перевод Дианы Айше и Владимира Кузина, издательство "Манн, Иванов и Фербер", 2013, ISBN 978-5-91657-672-6)
- «Идеальное плавание: Полная система тренировки пловцов и триатлетов» Пола Ньюсома и Адама Янга, издательство "Манн, Иванов и Фербер", 2013 (ISBN 978-5-91657-653-5)